# 奇洛李維斯回信
奇洛李維斯回信，是香港女歌手薛凱琪於2004年推出的粵語單曲（派台歌），被視為她的成名作。由方樹樑作曲，黃偉文填詞，歌詞以荷里活影星奇洛·李維斯為題，描寫一位小影迷鍥而不捨地寫信給他，盼望等到他的回信。

## 創作與製作
香港女歌手的薛凱琪（洋名Fiona）的音樂事業起步於2003年末，曾擔任兼職廣告模特兒的她當時由其舅父——華星唱片前高層Peter Wong（黃志斌）引薦，與香港華納唱片簽約成為旗下歌手，於香港樂壇出道。其第一首、第二首派台歌分別是XBF及一吻，表現並不突出，直至2004年推出此歌奇洛李維斯回信後開始走紅。
此歌時長4分03秒，以
拍的升C/降D大調創作，每分鐘118拍。由方樹樑作曲，黃偉文填詞，方樹樑編曲，Tommy Chui（崔炎德）及Evi Yang監製。

### 歌詞
歌名中的「奇洛李維斯」，是荷里活影星的香港譯名。與上一首派台歌一吻（周耀輝填詞）同以西方知名藝人為題。奇洛李維斯回信描寫一位稱為「F小姐」（代表薛凱琪本人）的少女，鍥而不捨地寫信給她的偶像「K先生」（代表奇洛·李維斯），雖然兩人之間距離極大，仍盼望等到對方的回信；歌詞第二段則描述了「K先生」受到感動而回信，基於「真的回信了」版本的出現（見下文），一些評論推測這回信只是少女的幻想:310。同一專輯中亦有一首名為影迷少女的歌曲（陳少琪填詞）:313。
負責填詞的黃偉文當時已是香港流行音樂界的主要詞人之一，他指多年前已有意將這個題材入詞，但它需要由足夠「Fresh」（清新或新鮮感）的歌手去演繹，他一直未遇上合適的歌手，直至聽聞新晉女歌手薛凱琪的個性，讓他覺得合適。本來他是以另一位知名藝人為題，由於薛凱琪不喜歡該人，所以改為奇洛·李維斯，後來有指本來寫的是畢·彼特:310。黃偉文曾於訪問中將此歌選為年度最貼心作品，因此歌「並未按着大家的期望而寫，而是比較貼近他的直覺，是他追求的東西」。2014年香港時尚界人士黎堅惠病逝，與她認識多年的黃偉文才透露，此歌靈感其實來自黎堅惠的經歷，她在大學時期經常寫信予其偶像麥當娜，後來真的獲得麥當娜的親筆回信。
2005年，黃偉文又為薛凱琪寫了以畢·彼特為題的歌曲拒絕畢彼特，講述少女害怕美夢與現實的落差，為保留幻想空間而拒絕與偶像走近。

### 其他
此歌對作曲者方樹樑來說亦是代表作之一。旋律創作完成後錄製了名為名種愛人的Demo，由一位叫Eunice的音樂人演唱，2006年被收錄於專輯《自作自樂Demo Project》。
此歌的音樂影片於2004年3月中拍攝，薛凱琪親自演出，並由與她同期出道、同屬華納唱片的新晉男歌手周國賢扮演郵差一角。兩人當時也推出了合唱歌目黑。

## 發行與其他版本
奇洛李維斯回信與前兩首派台歌，均被收錄於2004年4月推出的薛凱琪首張個人專輯《'F' Debut》（又稱《F》），是為該專輯的三首主打歌。奇洛李維斯回信的派台日期早於專輯發行日期。
亦約於同年4月推出另一版本奇洛李維斯回信（真的回信了），由同屬華納唱片的前輩歌手郭富城客串演唱詞中奇洛·李維斯回覆的一段，當時傳媒報道指此版本推高了在電台的播放率，此版本後被收錄於專輯的特別版《'F' Debut AVCD》。
此歌的國語版名為從金銀島寄來的信，由游思行填詞，並經重新編曲，收錄於薛凱琪2006年的個人專輯《me》（又稱《me me me》）。國語版歌詞的主旨是童話幻想的破滅，與粵語版迥異。:316
2006年，女歌手何韻詩在《903 id club拉闊黃金十年》音樂會上選唱了此歌，藉以向其已故恩師梅艷芳致敬，她將詞中代表奇洛·李維斯的「K先生」及代表薛凱琪（Fiona）的「F小姐」，改成代表梅艷芳（Mui）的「M小姐」及代表自己的「C小姐」（粵語的「詩」與英文字母「C」同音）。

## 迴響
傳媒多以「街知巷聞」、「家傳戶曉」一類詞語形容此歌當時的傳唱度，亦有此歌是卡拉OK熱門點唱歌曲的記載。
週榜成績方面，薛凱琪第一首派台歌XBF的成績只徘徊於各榜單的大約第10位上下，第二首派台歌一吻的最高排名亦只有第4位:311，而奇洛李維斯回信囊括當時香港最主流的四台週榜冠軍，包括中文歌曲龍虎榜、903專業推介、新城勁爆流行榜、勁歌金榜:311，被視為她的成名作:309。

### 獎項與提名
此歌亦獲得不少年度獎項:311，詳見下表：
| 頒發年月   | 頒獎禮                                    | 獎項                     | 名單                 | 結果         |
| ---------- | ----------------------------------------- | ------------------------ | -------------------- | ------------ |
| 2004年12月 | 廣州電台 金曲金榜頒獎禮                   | 金曲獎（之一）           |                      | 獲獎         |
| 2004年12月 | 雅虎香港 YAHOO!搜尋人氣大獎2004           | 十大人氣歌曲（之一）     |                      | 獲獎         |
| 2004年12月 | 新城電台 2004年度新城勁爆頒獎禮           | 新城勁爆原創歌曲（之一） |                      | 獲獎         |
| 2005年1月  | 商業電台 2004年度叱咤樂壇流行榜頒獎典禮   | 專業推介．叱咤十大       |                      | 十大之第七位 |
| 2005年1月  | 無綫電視 2004年度十大勁歌金曲頒獎典禮     | 最佳填詞                 | 黃偉文奇洛李維斯回信 | 獲獎         |
| 2005年1月  | 香港電台 第二十七屆十大中文金曲頒獎音樂會 | 十大中文金曲（之一）     |                      | 獲獎         |

### 樂評
研究歌詞的學者朱耀偉認為歌詞本質上屬於勵志類型，其特別之處在於：「包上了偶像崇拜的精美花紙，不但抹去了教化味道，還可叫人讚嘆人名，可以用得這樣精彩」。
強調回信只是幻想的中國內地樂評人何言，指出旋律亦具積極氣息，而歌詞的情愫看似積極，實則暗藏憂傷。:310
《香港經濟日報》的樂評人區家歷與《文匯報》的樂評人愛莉諾均形容此歌具少女夢幻（Fantasy）風格，區家歷指出自此歌成功後，不僅黃偉文，其他填詞人為薛凱琪創作時，都傾向承襲這種風格。

## 逸話
2005年，奇洛·李維斯為宣傳其主演的電影《魔間行者》而到訪香港，薛凱琪曾代表無綫電視對他進行採訪。及後奇洛·李維斯接受其他傳媒訪問時，表示自己沒有聽過此歌，當被問及若薛凱琪真的給他寫信，他會否親自回覆，他表示「I don't know」（我不知道）；又稱很多影迷寫信給他，但他很少會回信，勸喻影迷不要每日送上一封信；期間有記者向他遞上一本週刊，書上印有薛凱琪的照片及薛凱琪寫給他的信，奇洛·李維斯看罷後參照電影《北非諜影》的名句「We'll always have Paris」（我們銘記巴黎那段時光），在書上寫上「We'll always have Hong Kong」（我們銘記香港那段時光）。

## 備註
1. 1 2 3  按官方音樂影片所列資料。
2. ↑  歌名中的「麥當娜」是的香港譯名。
3. ↑  詞中實際上只用「K先生」代表奇洛·李維斯，並沒有出現其姓名，提及具體地點的歌詞亦僅有「荷里活美不美」，故代入不同人物的自由度很大。
4. ↑  歌名中的「畢彼特」是的香港譯名。
5. ↑  見[25][20][3][26][27][28][14][4][29]
6. ↑  能找到的當年報道，則描述為「得到3間電台的流行曲榜首」[30]、「橫掃各大排行榜榜首」[26]。